# Květinářka (Adam)
Květinářka (ve francouzském originále La Bouquetière) je komická opera o jednom dějství francouzského skladatele Adolpha-Charlese Adama na libreto Hippolyta Lucase z roku 1847. Poprvé byla uvedena v pařížské Opeře (Théâtre de l'Académie royale de Musique) dne 31. května 1847.

## Vznik díla
"Květinářku" složil Adolphe Adama ve druhé polovině 40. let 19. století, tedy v době, když mu byla v důsledku neshod s ředitelem uzavřena jeho domovská scéna Théâtre de l'Opéra-Comique. Tato hudebně i co do příběhu skromná opera byla určena pro pařížskou Operu, a proto je plně prokomponována. Po Králi Richardovi v Palestině to byla druhá a poslední Adamova opera uvedená na této scéně. Neměla výrazný úspěch (oceňována však byla Cambonova a Thierryho scénografie) a Adam se dále o tento žánr nepokoušel.
Nejlepším a pro Adama nejcharakterističtějším číslem opery je předehra, dále kuplety a kavatina hlavní hrdinky, trio všech protagonistů, pochod rekrutů nebo nástup a vyhlašování loterie.

## Osoby a první obsazení
| osoba                                                                                  | hlasový obor | premiéra (31.5.1847) |
| -------------------------------------------------------------------------------------- | ------------ | -------------------- |
| Vikomt de Courtenai                                                                    | tenor        | Ponchard ml.         |
| Obvodní inspektor                                                                      | bas          | Bremont              |
| Nanette                                                                                | soprán       | Nau                  |
| Květinářky, zákazníci, trhovkyně, dítě, rekruti, policisté, pracovníci loterie, verbíř |              |                      |

## Děj opery
Děj se odehrává v Paříži v roce 1780. Scéna ukazuje tržnici před domem loterie a domem, kde probíhá nábor vojáků.
Ráno na tržnici. Květinářky nabízejí své zboží kolemjdoucím až příliš důrazně (sbor Pour nous s'annoce une belle journée), až proti nim musí zasáhnout obvodní inspektor (Silence! Quel vacarme! quelle indécence!). Nikoli však proti všem; k jemné a mírné Nanette (její povaha se projevuje v árii Venez, venez à ma boutique... Je suis bouquetière) cítí náklonnost, vřava na tržišti mu však nedovolí ji vyjádřit.
Vikomt de Courtenai opouští hernu, kde přišel o poslední peníze (árie Ainsi j'ai tout perdu!) a nezbývá mu zřejmě než se nechat se naverbovat do armády. Nanette už jej čeká: tento mladý muž od ní kupuje každý den kytičku za šest liber. Dnes však nemá čím zaplatit a Nanette je rozhořčena - takový pán přece nemůže být bez peněz (Vous qui, suivi de grands laquis). Vikomt jí tedy dává poslední los do loterie a svěřuje se jí se svým plánem dát se k vojsku, Nanette jej zrazuje a po vikomtově odchodu je nešťastná (kavatina Est-ce donc un éternel adieu?).
Vikomt se k Nanette vrací v bojové náladě (Je suis militaire). Inspektor se přirozeně těší, že se soka zbaví, a všichni tři s různými pocity zpívají trio (Il part, il me laisse). Nový pokus inspektora o milostné vyznání přeruší příchod loterie, přesto se nechá přesvědčit, aby předsedal losování (árie Approchez: la Fortune). A jaká čísla jsou tažena? Čísla losu, kterým Nanette vikomt zaplatil za voničku. Zatímco osazenstvo tržnice Nanette zčásti blahopřeje a zčásti závidí, vikomt se přichází rozloučit (Il faut partir, l'heure est venue), následován oddílem rekrutů (sbor Bon compagnons). Ale Nanette jeho rekrutní smlouvu vykoupila a chce mu zbylé peníze vrátit. Nastalé morální dilema se brzy vyřeší: když vikomt zmíní své jméno (které dosud tajil z obavy před věřiteli), inspektor jej identifikuje jako hledaného dědice obrovského majetku v Indii. Vikomt učiní Nanette nabídku k sňatku, kterou květinářka k inspektorově rozčarování přijme, a opera končí ansámblem všech tří hrdinů o lepší budoucnosti (Jadis trop volage).